# 브루스 던
브루스 던(Bruce Dern, 1936년 6월 4일 ~ )은 미국의 배우이다.

## 작품 목록
- 더 헌팅 - 더들리 씨 역
- 장고: 분노의 추적자 - 캐러칸 역
- 헤이트풀8 - 연합군 장교 역
- 화이트 보이 릭
- 노스텔지아
- 프릭스 - 미스터 스노우콘 역
- 레즈 밤
- 원스 어폰 어 타임... 인 할리우드 - 조지 스판 역
- 피넛 버터 팔콘 - 칼 역
- 더 아티스트스 와이프
- 래비지 - 말린크르크로트 역